# SAGEM Crecerelle
Crecerelle — разведывательный БПЛА, разработанный французской компанией «Sagem» на основе конструкции летающей мишени Meggitt BTT-3 «Banshee». Первый полет состоялся в 1992 году. Предназначен для сбора и обработки информации.

## Описание
Летательный аппарат оборудован фотокамерой высокого разрешения, панорамной видеокамерой, ИК-датчиками и сенсорами, а также системой передачи данных до наземного оператора на расстояние до 50 км. В комплекс входят пусковая установка, центр управления, трейлер и 6 БПЛА.

## Эксплуатация
БПЛА был принят на вооружение вооружённых сил Франции летом 1994 года, впоследствии был закуплен ВС Нидерландов, Швеции и Дании.

## Боевое применение
В 1999 году применялись в ходе войны НАТО в Югославии, были потеряны два БПЛА. Всего в Югославии были потеряны 3 аппарата этого типа французского контингента НАТО.

## Лётно-технические характеристики
- Размах крыла: 2,75 м
- Длина: 3 м
- Масса: 115 кг
- Тип двигателя: поршневой
- Максимальная скорость: 240 км/ч
- Продолжительность полета: 3 ч
- Практический потолок: 4500 м